# 炭酸ジエチル
炭酸ジエチル（たんさんジエチル、英: Diethyl carbonate）は、炭酸とエタノールからなる炭酸エステル。常温(25℃)では、低引火点の無色の液体。溶媒や、リチウム電池の電解液として使用される。消防法に定める第4類危険物 第2石油類に該当する。

## 性質
常温では無色の液体であるが、25℃で引火点となることから、日本の消防法では第4類危険物・第2石油類に分類される。合成樹脂に対する侵蝕性がある。エトキシカルボニル化剤や、ニトロセルロースの溶媒として利用される。